# Le Médecin et le Sorcier
Pour plus de détails, voir Fiche technique et Distribution.
Le Médecin et le Sorcier (Il medico e lo stregone) est un film italien réalisé par Mario Monicelli, sorti en 1957.

## Synopsis
Francesco devient le nouveau médecin dans le village de Pianetta dans la province d’Avellino. Il va rapidement se confronter à Don Antonio, le guérisseur du hameau.

## Fiche technique
- Titre original : Il medico e lo stregone
- Titre français : Le Médecin et le Sorcier
- Réalisation : Mario Monicelli
- Scénario : Mario Monicelli, Ennio De Concini, Luigi Emmanuele, Agenore Incrocci et Furio Scarpelli
- Photographie : Luciano Trasatti (it)
- Montage : Otello Colangeli
- Musique : Nino Rota
- Pays d'origine : Italie
- Format : Noir et blanc - 2,35:1 - Mono
- Genre : comédie
- Durée : 102 minutes
- Date de sortie : 1957

## Distribution
- Vittorio De Sica : Antonio Locoratolo
- Marcello Mastroianni : Dr Francesco Marchetti
- Marisa Merlini : Mafalda
- Lorella De Luca : Clamide
- Gabriella Pallotta : Pasqua
- Alberto Sordi : Corrado
- Virgilio Riento : Umberto
- Carlo Taranto : Scaraffone
- Ilaria Occhini : Rosina
- Riccardo Garrone : Sergent
- Giorgio Cerioni : Galeazzo Pesenti
- Gino Buzzanca : le maire de Pianetta